# 鲁伊尔陨击坑
鲁伊尔陨击坑（Reuyl）是火星埃俄利斯区的一座撞击坑，中心坐标位于南纬9.8度、西经193.2度处，直径85.9公里。其名称取自20世纪40年代曾对火星直径进行过天文测量的荷兰裔美籍天文学家德克·鲁伊（1906年–1972年），1973年被国际天文联合会行星系统命名工作组批准接受。

## 另请查看
- 行星体系命名法
- 撞击坑
- 火星撞击坑